# Martin Leimdörfer
Martin Leimdörfer, född 2 maj 1936, död 27 oktober 2022, var en svensk kärnfysiker och grundare av företaget IMAB, Industri-matematik AB. 

## Biografi
Leimdörfer disputerade 1964 på en avhandling om tillämpningar av Monte-Carlo-metoder för analys av transport-problem för neutroner och gamma-strålning. Han har författat flera skrifter om analys och metoder för skärmning av strålning i kärnreaktorer.
Han övergick till databranschen och grundade 1967 företaget IMAB, Industri-Matematik AB. Företaget kom att bli framgångsrikt med att utveckla programvara för att styra varu- och informationsflödet hos handels- och industriföretag. Företaget blev sedermera noterat på Stockholmsbörsen, men köptes 1991 ut av Leimdörfer och amerikanska Warburg Pincus Investors för att senare (1996) börsintroduceras på Nasdaq i USA. Leimdörfer var VD fram till 1995 då han övergick till att vara styrelseordförande.
Leimdörfer tilldelades 1999 Kungl. Ingenjörsvetenskapsakademiens guldmedalj "för sina insatser inom IT-området". Han var i början av 2000-talet ordförande i Spotfire  och styrelsemedlem i Exportrådet.

### Familj
Martin Leimdörfer är far till Peter Leimdörfer.